# Морска биология
Морската биология е раздел на биологията и океанологията, който изследва живота на морските организми. Имайки предвид, че много биологични семейства и родове имат видове, които живеят във водоеми, и такива, които живеят на сушата, морската биология класифицира видовете според тяхната околна среда, вместо според тяхната таксономия.
Голяма част от земния живот обитава световния океан. Все пак, точният размер на пропорции не е известен, тъй като много морски видове все още чакат да бъдат открити. Океанът е сложен триизмерен свят, покриващ около 71% от земната повърхност. Местообитанията, които се изучават от морската биология, включват всичко от малките слоеве на повърхностната вода, при която повърхностното напрежение задържа абиотични обекти между океана и атмосферата, до дълбините на океанските падини, достигащи понякога над 10 000 метра под морското равнище. Конкретните местообитания включва: коралови рифове, келпови гори, долини с морска трева, околностите на подводни планини и хидротермални комини, приливни басейни, кални, пясъчни и каменисти дъна и пелагичната зона на открития океан, където твърдите обекти са рядкост, а водната повърхност е единствената видима граница. Изучаваните организми варират от микроскопичен фитопланктон и зоопланктон до големи китоподобни, достигащи 25 – 32 метра на дължина. Морската екология изследва как морските организми си взаимодействат помежду си и с околната среда.
Морският живот е огромен ресурс, предоставящ храна, лекарства, суровини, а също и спомага за поддържането на туризма и отдиха по света. На фундаментално ниво, морският живот помага за определянето на самата природа на планетата. Морските организми допринасят значително за кислородния кръговрат и участват в регулирането на земния климат. Бреговете са отчасти оформяни и защитавани от морския живот, като някои морски организми дори спомагат за образуването на нова суша.
Много видове са от икономическо значение за хората. Благосъстоянието на морските организми и на другите организми са свързани по фундаментални начини. Човешкото познание за връзката между морския живот и важните кръговрати бързо нараства, като вече почти всеки ден се правят открития. Тези кръговрати включват такива на материята (кръговрат на въглерода) и въздуха (движението на енергията през екосистеми). Големи области под океанската повърхност все още остават неизучени.

## История
Науката за морската биология датира от времето на Аристотел (384 – 322 г. пр.н.е.), който извършва множество наблюдения на живота във водите около остров Лесбос, поставяйки основите на много бъдещи открития. През 1768 г. Самуел Готлиб Гмелин (1744 – 1774 г.) публикува Historia Fucorum, първият труд, посветен на морските водорасли и първият обстоен преглед на морската биология, който използва новата по това време бинарна номенклатура на Карл Линей. Той включва подробни илюстрации на морски водорасли и сгънати техни листа. Британският натуралист Едуард Форбс (1815 – 1854 г.) играе голяма роля в развиването на науката на морската биология. Темпът на океанографските изследвания и морската биология се ускорява бързо през 19 век.
Наблюденията, направени през първите изследвания по морска биология, подхранват епохата на открития, която последва. По това време се натрупва огромно количество знания относно живота, който съществува в океаните. Множеството пътешествия също допринасят значително към този запас от знания. Сред най-значимите пътешествия са тези на HMS Бигъл, в хода на които Чарлз Дарвин съставя теорията си на еволюцията и образуването на кораловите рифове. Друга важна експедиция е тази на HMS Чалънджър, в хода на която са направени открития за неочаквано голямото биоразнообразие сред фауната, което разпалва теориите сред популационните еколози относно това как такова разнообразие на живот може да се поддържа в считаната за враждебна околна среда. Тази епоха е важна за историята на морската биология, но натуралистите по това време все още са ограничени в своите изследвания, тъй като не разполагат с нужната технология, която би им позволила да изследват адекватно видовете, които живеят в дълбоките части на океаните.
Създаването на морски лаборатории е важно, тъй като позволява на морските биолози да провеждат изследвания върху видовете от експедициите си. Най-старата морска лаборатория в света е основана през 1872 г. и се намира в Роскоф, Франция. Развиването на технологиите на навигационната техника, подводните съоръжения, потопяемите апарати и дистанционно управляемите превозни средства позволява на морските биолози да откриват и изследват живота в дълбоките части на океаните, за който някога се е смятало, че не съществува.

## Морски местообитания
Морските местообитания могат да се разделят на крайбрежни и такива на открития океан. Крайбрежните местообитания се намират в областта, разпростираща се от крайбрежната линия до ръба на континенталния шелф. По-голямата част от морския живот се намира в крайбрежни местообитания, въпреки че зоната на шелфа заема едва 7% от общата океанска площ. Местообитания на открит океан има там, където дълбочината е голяма, отвъд ръба на континенталния шелф. Морските местообитания могат да се разделят и на пелагични и демерсални, като първите са разположени близо до повърхността на водната колона в открито море и се влияят от океанските течения, докато вторите се намират близо до океанското дъно. Морските местообитания могат да се променят от своите обитатели. Някои морски организми, като например корали и водорасли, са едификатори, които преобразуват морската среда до такава степен, че създават допълнителни местообитания за други организми.